# Xã Robinson, Quận Brown, Kansas
Xã Robinson (tiếng Anh: Robinson Township) là một xã thuộc quận Brown, tiểu bang Kansas, Hoa Kỳ. Năm 2010, dân số của xã này là 422 người.